# Carl Justinian von Günderrode
Carl Justinian von Günderrode (* 9. Oktober 1712 in Laubach; † 3. Oktober 1785 in Frankfurt am Main) war ein deutscher Jurist, Kammerdirektor und Hofmeister unter den Grafen von Solms-Laubach.

## Leben

### Herkunft und Familie
Carl Justinian von Günderrode entstammte dem Adelsgeschlecht Günderrode, das ursprünglich aus Thüringen kam und sich in der zweiten Hälfte des 14. Jahrhunderts in Freiberg in Sachsen angesiedelt hatte. Sein Altvater Tilemann Günterrode (1512–1550) kam aus Sachsen, wurde Kasseler Kanzler und gilt als Stammvater der Frankfurter Patrizierfamilie Günderrode. Er war der Sohn des Hofmeisters
Reinhard Bonaventura von Günderrode (1670–1720) und dessen Gemahlin Anna Margarete von Glauburg (1684–1751).
Am 26. Januar 1747 heiratete er in Frankfurt Catherine Eleonore von Kayb (1726–1749, Tochter des Frankfurter Bürgermeisters Johann Karl von Kayb). Die Ehe brachte die Tochter Friederike Margarete Justine (1747–1783), die 1767 ihren Cousin Philipp Maximilian von Günderrode heiratete.

### Wirken
Carl Justinian absolvierte ein Studium der Rechtswissenschaften an der Friedrich-Schiller-Universität Jena. Zunächst wurde er Page am reichsgräflichen Hof in Solms-Laubach.
Unter dem Grafen Christian August von Solms-Laubach wurde er dessen Kammerdirektor und Hofmeister. Damit war er einer der ersten Hofbeamten, dem die Leitung der Hauswirtschaft und des Dienstes um die Person des Grafen oblag.
Nach seinem Ausscheiden aus dem Dienst beschäftigte er sich mit der Genealogie und sammelte Material zur Geschichte seiner Familie.